# Musée des Beaux-Arts (Arras)
Il Museo di Belle Arti di Arras (in francese Musée des Beaux-Arts d'Arras) è un museo d'arte ospitato nell'ex abbazia di San Vedasto ad Arras, in Francia.

## Storia
Costituitesi durante la Rivoluzione Francese, le collezioni si svilupparono notevolmente nel corso dell'Ottocento, suddivise tra le belle arti e le scienze naturali. Tre quarti di esse furono distrutti nel 1915. Il museo ricostruito beneficiò di numerosi depositi nel 1930.

## Architettura
L'edificio originale, fondato nel VII secolo, venne ricostruito a metà del Settecento in stile classico e fu distrutto durante la Prima Guerra Mondiale. Simbolo di una città martire, l'abbazia è stata poi riportata al suo stato originario.

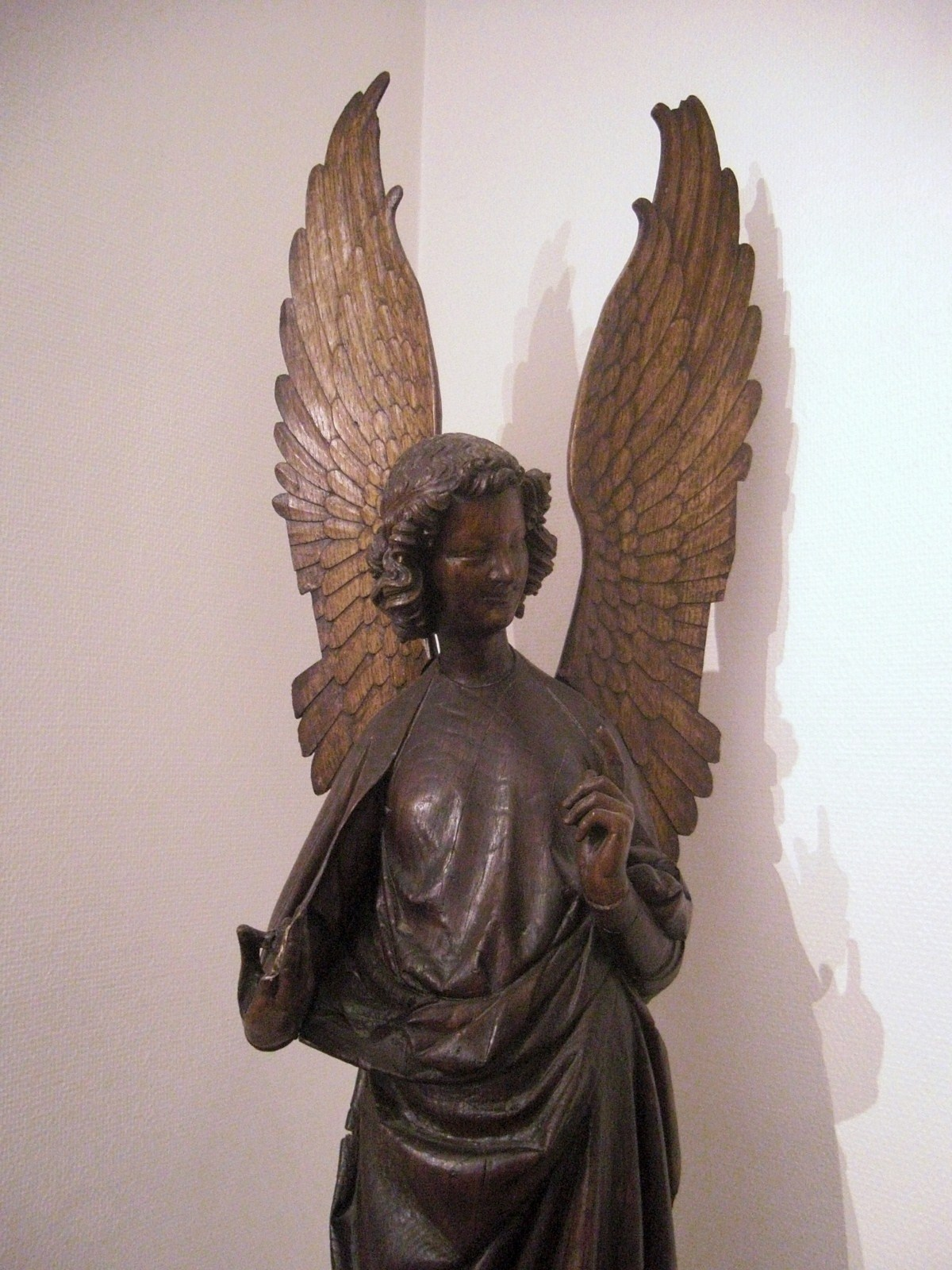
Angelo ligneo di sinistra

## Collezioni
La visita inizia con la scultura medievale, situata nelle gallerie del chiostro, con opere di rilievo come:
- due angeli lignei policromi, noti come Saudemont, del XIII secolo;
- la lastra funeraria musiva del vescovo Frumaud,
- il frammento di una statua trecentesca,
- la spaventosa Transi di Guillaume Lefranchois del XV secolo.

Elementi architettonici, sculture, arte funeraria, arazzi (San Vaast che doma l'orso... rara testimonianza dell'arazzo dell'haute lisse di Arras) completano il tour.
La pittura dei Paesi Bassi occupa una grande galleria al primo piano. Ma è la scuola francese a costituire il secondo gioiello del museo. La Salle des Mays prende il nome dai grandi dipinti religiosi offerti ogni anno dalla confraternita degli orafi di Parigi alla Cattedrale di Notre-Dame e raccoglie, insieme a elementi provenienti da altre importanti commissioni, le opere monumentali dei più grandi artisti dell'epoca.

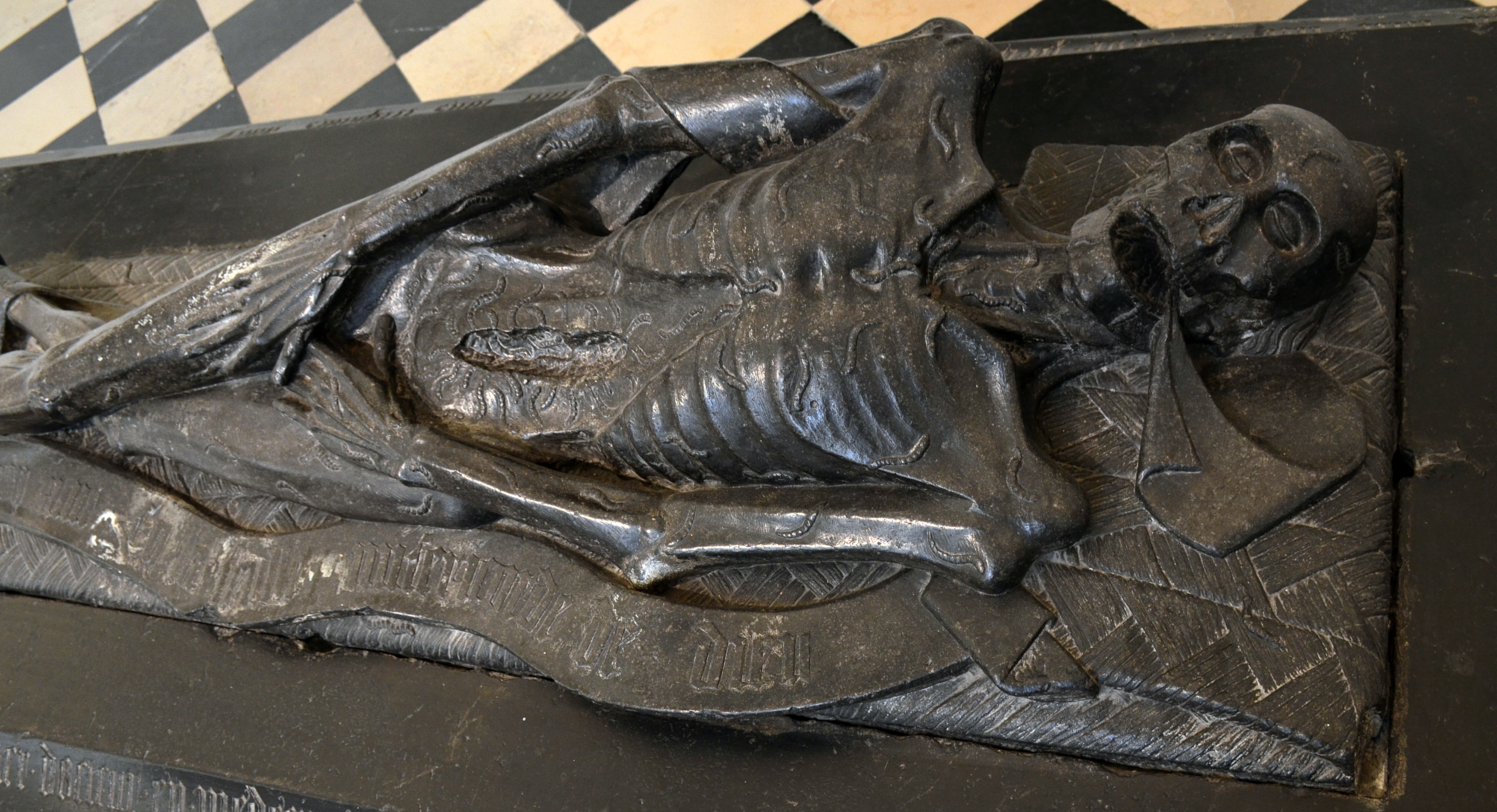
Transi di Guillaume Lefranchois

Se il Settecento è rappresentato principalmente da ricchissime collezioni di porcellane (Arras, Tournai), l'Ottocento è rappresentato dalle opere di Camille Corot che, con l'amico Constant Dutilleux, fu all'origine di una scuola locale di paesaggisti preimpressionisti. Si confrontano con l'arte ufficiale dello stesso periodo, che era ancora spettacolare e raggiunse il suo apogeo con Jules Breton, un campione dell'Artois e un grande pittore realista della fine del XIX secolo.
Tra gli artisti in primo piano troviamo: Jean Bellegambe, Brueghel, Rubens, Maes, Fabritius, La Hyre, Champaigne, Poerson, Testelin, Parrocel, Jouvenet, Restout, Vignon, Le Brun, Delacroix, Desavary, Jules Breton. Il museo ospita la serie di dipinti di Giovanni Baglione raffiguranti Le nove muse fu dipinta tra il 1621 e il 1623, inizialmente per Ferdinando de Gonzaga, duca di Mantova, che la donò a Maria de' Medici come favore, ad eccezione del dipinto di Melpomene, musa della Tragedia.

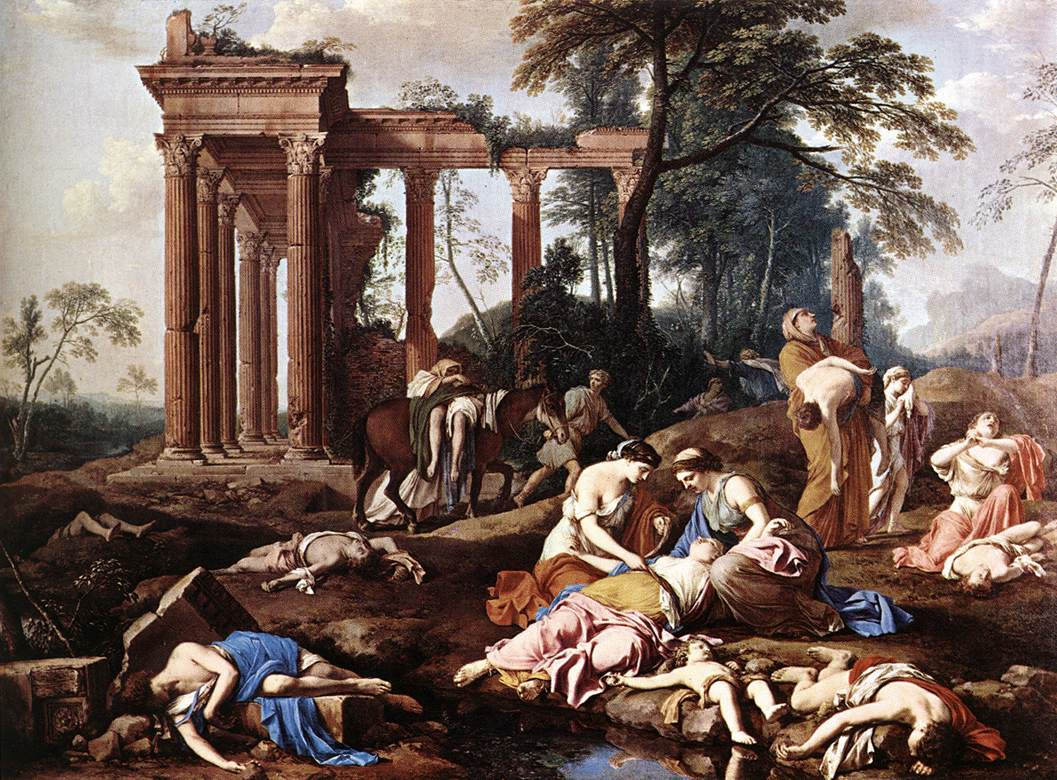
Laurent de La Hyre, La Mort des enfants de Béthel

## Mostre
Nell'ambito di una partnership decennale tra l'Istituzione Pubblica della Reggia di Versailles, il Consiglio Regionale del Nord-Passo di Calais e la Città di Arras, il 27 settembre 2014 venne presentata la mostra "La Reggia di Versailles in 100 capolavori: Arras ti corteggia", aperta fino al 20 marzo 2016, che consentì di ricostruire parte della Corte del Re Sole.